# Dekanat Czerkasy
Dekanat Czerkasy – jeden z 11 dekanatów katolickich w diecezji kijowsko-żytomierskiej na Ukrainie.

## Parafie
- Czerkasy - Parafia Zwiastowania Najświętszej Maryi Panny
- Humań - Parafia Wniebowzięcia Najświętszej Maryi Panny
- Monastyryszcze - Parafia św. Dionizego
- Smiła - Parafia Wniebowzięcia Najświętszej Maryi Panny
- Talne - Parafia św. Anny
- Zwinogródka - Parafia Przemienienia Pańskiego